# Campeonato NORCECA de Voleibol Masculino de 2015
O Campeonato NORCECA de Voleibol Masculino de 2015 foi a 24ª edição do torneio organizado pela NORCECA em parceria com a Federação Mexicana de Voleibol, realizado no período de 5 a 10 de outubro. As 4 melhores seleções garantiram vaga no Torneio Pré-Olímpico da NORCECA de 2016.
A seleção canadense conquistou seu primeiro título ao derrotar a seleção cubana na final única. A seleção porto-riquenha completou o pódio derrotando a seleção mexicana pela disputa da medalha de bronze. O ponteiro canadense Nicholas Hoag foi eleito MVP do torneio.

## Seleções participantes
As seguintes seleções foram selecionadas para competir o campeonato. A seleção norte-americana desistiu de competir o torneio pois conquistou a vaga olímpica ao vencer a Copa do Mundo de 2015.
| Equipe            | Última participação |
| ----------------- | ------------------- |
| Canadá            | 2º em 2013          |
| Costa Rica        | 7º em 2011          |
| Cuba              | 3º em 2013          |
| Honduras          | 7º em 1991          |
| México            | 5º em 2013          |
| Porto Rico        | 4º em 2013          |
| Trinidad e Tobago | 6º em 2011          |

## Local das partidas
| Córdoba           |
| Córdoba Arena     |
| Capacidade: 2.000 |

## Grupos
| Grupo A    | Grupo B           |
| ---------- | ----------------- |
| Canadá     | Costa Rica        |
| Honduras   | Cuba              |
| Porto Rico | México            |
| –          | Trinidad e Tobago |

## Formato da disputa
O torneio foi dividido em duas fases: fase classificatória e fase final.
A melhor equipe de cada grupo avançou diretamente para as semifinais, enquanto as equipes classificadas em segundo e terceiro de cada grupo se encontraram em partidas cruzadas das quartas de final.
A fase de grupos foi jogado com um sistema de todos contra todos e as equipes foram classificadas de acordo com os seguintes critérios.
1. Maior número de partidas ganhas.
2. Maior número de pontos obtidos, que são concedidos da seguinte forma:
  - Partida com resultado final 3-0: 5 pontos para o vencedor e 0 pontos para o perdedor.
  - Partida com resultado final 3-1: 4 pontos para o vencedor e 1 pontos para o perdedor.
  - Partida com resultado final 3-2: 3 pontos para o vencedor e 2 pontos para o perdedor.
3. Proporção entre pontos ganhos e pontos perdidos (razão de pontos).
4. Proporção entre os Sets ganhos e os Sets perdidos (relação Sets).
5. Se o empate persistir entre duas equipes, a prioridade é dada à equipe que venceu a última partida entre as equipes envolvidas.
6. Se o empate persistir entre três equipes ou mais, uma nova classificação será feita levando-se em conta apenas as partidas entre as equipes envolvidas.

## Fase classificatória

### Grupo A
|     |            |     | Jogos | Jogos | Jogos | Resultados | Resultados | Resultados | Resultados | Resultados | Resultados | Sets | Sets | Sets  | Pontos | Pontos | Pontos |
| Pos | Equipe     | Pts | T     | V     | D     | 3–0        | 3–1        | 3–2        | 2–3        | 1–3        | 0–3        | V    | P    | R     | V      | P      | R      |
| --- | ---------- | --- | ----- | ----- | ----- | ---------- | ---------- | ---------- | ---------- | ---------- | ---------- | ---- | ---- | ----- | ------ | ------ | ------ |
| 1   | Canadá     | 10  | 2     | 2     | 0     | 2          | 0          | 0          | 0          | 0          | 0          | 6    | 0    | MAX   | 150    | 96     | 1.563  |
| 2   | Porto Rico | 5   | 2     | 1     | 1     | 1          | 0          | 0          | 0          | 0          | 1          | 3    | 3    | 1.000 | 138    | 123    | 1.122  |
| 3   | Honduras   | 0   | 2     | 0     | 2     | 0          | 0          | 0          | 0          | 0          | 2          | 0    | 6    | 0.000 | 81     | 150    | 0.540  |

Resultados
| Data  | Hora  |            | Placar |               | Set 1 | Set 2 | Set 3 | Set 4 | Set 5 | Total | Relatório |
| ----- | ----- | ---------- | ------ | ------------- | ----- | ----- | ----- | ----- | ----- | ----- | --------- |
| 5 out | 18:00 | 'Canadá '  | 3–0    | Honduras      | 25–13 | 25–10 | 25–10 |       |       | 75–33 | 75–33     |
| 6 out | 18:00 | Honduras   | 0–3    | ' Porto Rico' | 16–25 | 19–25 | 13–25 |       |       | 48–75 | 48–75     |
| 7 out | 18:00 | Porto Rico | 0–3    | ' Canadá'     | 23–25 | 17–25 | 23–25 |       |       | 63–75 | 63–75     |

### Grupo B
|     |                   |     | Jogos | Jogos | Jogos | Resultados | Resultados | Resultados | Resultados | Resultados | Resultados | Sets | Sets | Sets  | Pontos | Pontos | Pontos |
| Pos | Equipe            | Pts | T     | V     | D     | 3–0        | 3–1        | 3–2        | 2–3        | 1–3        | 0–3        | V    | P    | R     | V      | P      | R      |
| --- | ----------------- | --- | ----- | ----- | ----- | ---------- | ---------- | ---------- | ---------- | ---------- | ---------- | ---- | ---- | ----- | ------ | ------ | ------ |
| 1   | Cuba              | 15  | 3     | 3     | 0     | 3          | 0          | 0          | 0          | 0          | 0          | 9    | 0    | MAX   | 225    | 130    | 1.731  |
| 2   | México            | 10  | 3     | 2     | 1     | 2          | 0          | 0          | 0          | 0          | 1          | 6    | 3    | 2.000 | 199    | 193    | 1.031  |
| 3   | Costa Rica        | 4   | 3     | 1     | 2     | 0          | 1          | 0          | 0          | 0          | 2          | 3    | 7    | 0.429 | 198    | 237    | 0.835  |
| 4   | Trinidad e Tobago | 1   | 3     | 0     | 3     | 0          | 0          | 0          | 0          | 1          | 2          | 1    | 9    | 0.111 | 183    | 245    | 0.747  |

Resultados
| Data  | Hora  |                   | Placar |                   | Set 1 | Set 2 | Set 3 | Set 4 | Set 5 | Total | Relatório |
| ----- | ----- | ----------------- | ------ | ----------------- | ----- | ----- | ----- | ----- | ----- | ----- | --------- |
| 5 out | 14:00 | 'Cuba '           | 3–0    | Costa Rica        | 25–14 | 25–13 | 25–18 |       |       | 75–45 | 75–45     |
| 5 out | 21:00 | 'México '         | 3–0    | Trinidad e Tobago | 25–22 | 25–16 | 25–22 |       |       | 75–60 | 75–60     |
| 6 out | 14:00 | Trinidad e Tobago | 0–3    | ' Cuba'           | 11–25 | 13–25 | 12–25 |       |       | 36–75 | 36–75     |
| 6 out | 20:00 | 'México '         | 3–0    | Costa Rica        | 25–21 | 25–18 | 25–19 |       |       | 75–58 | 75–58     |
| 7 Oct | 14:00 | 'Costa Rica '     | 3–1    | Trinidad e Tobago | 20–25 | 25–18 | 25–23 | 25–21 |       | 95–87 | 95–87     |
| 7 out | 20:00 | México            | 0–3    | ' Cuba'           | 18–25 | 17–25 | 14–25 |       |       | 49–75 | 49–75     |

## Fase final
|  | Quartas de final | Quartas de final |            |   | Semifinais | Semifinais |          |  | Final | Final |
|  |                  |                  |            |   |            |            |          |  |       |       |
|  |                  |                  |            |   |            |            |          |  |       |       |
|  |                  |                  |            |   |            |            |          |  |       |       |
|  |                  |                  |            |   |            |            |          |  |       |       |
|  |                  |                  |            |   |            |            |          |  |       |       |
|  |                  |                  |            |   |            |            |          |  |       |       |
|  | Canadá           | 3                |            |   |            |            |          |  |       |       |
|  | Canadá           | 3                |            |   |            |            |          |  |       |       |
|  |                  |                  | México     | 2 |            |            |          |  |       |       |
|  | México           | 3                | México     | 2 |            |            |          |  |       |       |
|  | México           | 3                |            |   |            |            |          |  |       |       |
|  | Honduras         | 0                |            |   |            |            |          |  |       |       |
|  | Honduras         | 0                | Canadá     | 3 |            |            |          |  |       |       |
|  |                  |                  | Canadá     | 3 |            |            |          |  |       |       |
|  |                  | Cuba             | 1          |   |            |            |          |  |       |       |
|  |                  | Cuba             | 1          |   |            |            |          |  |       |       |
|  |                  |                  |            |   |            |            |          |  |       |       |
|  |                  |                  |            |   |            |            |          |  |       |       |
|  | Cuba             | 3                |            |   |            |            |          |  |       |       |
|  | Cuba             | 3                |            |   |            |            |          |  |       |       |
|  |                  |                  | Porto Rico | 1 |            | 3º lugar   | 3º lugar |  |       |       |
|  | Porto Rico       | 3                | Porto Rico | 1 |            | 3º lugar   | 3º lugar |  |       |       |
|  | Porto Rico       | 3                |            |   |            |            |          |  |       |       |
|  | Costa Rica       | 0                |            |   |            |            |          |  |       |       |
|  | Costa Rica       | 0                | México     | 0 |            |            |          |  |       |       |
|  |                  |                  |            |   |            |            |          |  |       |       |
|  | Porto Rico       | 3                |            |   |            |            |          |  |       |       |
|  | Porto Rico       | 3                |            |   |            |            |          |  |       |       |

### Resultados

#### Quartas de final
| Data  | Hora  |               | Placar |            | Set 1 | Set 2 | Set 3 | Set 4 | Set 5 | Total | Relatório |
| ----- | ----- | ------------- | ------ | ---------- | ----- | ----- | ----- | ----- | ----- | ----- | --------- |
| 8 out | 18:00 | 'Porto Rico ' | 3–0    | Costa Rica | 25–17 | 25–19 | 25–19 |       |       | 75–55 | 75–55     |
| 8 out | 20:00 | 'México '     | 3–0    | Honduras   | 25–20 | 25–13 | 25–22 |       |       | 75–55 | 75–55     |

#### 5º lugar
| Data  | Hora  |            | Placar |             | Set 1 | Set 2 | Set 3 | Set 4 | Set 5 | Total   | Relatório |
| ----- | ----- | ---------- | ------ | ----------- | ----- | ----- | ----- | ----- | ----- | ------- | --------- |
| 9 out | 14:00 | Costa Rica | 2–3    | ' Honduras' | 23–25 | 25–20 | 25–23 | 21–25 | 6–15  | 100–108 | 100–108   |

#### Semifinais
| Data  | Hora  |           | Placar |            | Set 1 | Set 2 | Set 3 | Set 4 | Set 5 | Total  | Relatório |
| ----- | ----- | --------- | ------ | ---------- | ----- | ----- | ----- | ----- | ----- | ------ | --------- |
| 9 out | 18:00 | 'Cuba '   | 3–1    | Porto Rico | 20–25 | 25–20 | 25–23 | 25–22 |       | 95–90  | 95–90     |
| 9 out | 20:00 | 'Canadá ' | 3–2    | México     | 20–25 | 25–16 | 18–25 | 25–17 | 15–7  | 103–90 | 103–90    |

#### 6º lugar
| Data   | Hora  |                      | Placar |            | Set 1 | Set 2 | Set 3 | Set 4 | Set 5 | Total | Relatório |
| ------ | ----- | -------------------- | ------ | ---------- | ----- | ----- | ----- | ----- | ----- | ----- | --------- |
| 10 out | 14:00 | 'Trinidad e Tobago ' | 3–0    | Costa Rica | 27–25 | 25–13 | 25–23 |       |       | 77–61 | 77–61     |

#### Terceiro lugar
| Data   | Hora  |        | Placar |               | Set 1 | Set 2 | Set 3 | Set 4 | Set 5 | Total | Relatório |
| ------ | ----- | ------ | ------ | ------------- | ----- | ----- | ----- | ----- | ----- | ----- | --------- |
| 10 out | 18:00 | México | 0–3    | ' Porto Rico' | 23–25 | 21–25 | 19–25 |       |       | 63–75 | 63–75     |

#### Final
| Data   | Hora  |      | Placar |           | Set 1 | Set 2 | Set 3 | Set 4 | Set 5 | Total | Relatório |
| ------ | ----- | ---- | ------ | --------- | ----- | ----- | ----- | ----- | ----- | ----- | --------- |
| 10 out | 20:00 | Cuba | 1–3    | ' Canadá' | 23–25 | 25–19 | 18–25 | 17–25 |       | 83–94 | 83–94     |

## Classificação final
| Colocação | Time              |
| --------- | ----------------- |
| 1         | Canadá            |
| 2         | Cuba              |
| 3         | Porto Rico        |
| 4         | México            |
| 5         | Honduras          |
| 6         | Trinidad e Tobago |
| 7         | Costa Rica        |

|  | Equipes classificadas para o Torneio Pré-Olímpico da NORCECA de 2016 |

## Premiações
| Campeonato NORCECA de 2015 |
| Canadá                     |
| -------------------------- |
| Canadá Campeão (1º título) |

### Individuais
Os atletas que se destacaram individualmente foramː
| - Most Valuable Player (MVP) Nicholas Hoag - Melhor Oposto Rolando Cepeda - Melhores Ponteiros John Gordon Perrin Jorge Barajas | - Melhor Levantador Pedro Rangel - Melhores Centrais Luis Sosa Daniel Jansen Van Doorn - Melhor Líbero Dennis Del Valle |